# Дукентсай
Дукентса́й, Дукент-сай, Дукантсай (узб. Dukentsoy, Дукентсой) — горная река (сай) в Ахангаранском районе Ташкентской области, правый приток реки Ахангаран. В верхнем течении (до впадения притока Чилтен) носит название Алатаньга́ (узб. Olatangi).

## Этимология названия
Историк Ю. Ф. Буряков указывает, что в народной этимологии даются различные переводы топонима: «два города», якобы существовавшие по берегам реки (Дукент), либо «два рудника» (Дукан), — но обе версии восходят к легендам о древней деятельности человека в регионе.

## Общее описание
Длина Дукентсая составляет 33 км; площадь бассейна согласно «Национальной энциклопедии Узбекистана» равна 242 км², средняя высота водосбора выше кишлака Дукант (201 км² водосбора) — 2210 м. Питание сая снеговое, дождевое и родниковое. В «Национальной энциклопедии Узбекистана» для среднемноголетнего расхода воды указывается значение 3,41 м³/с. В. Е. Чуб сообщает, что среднегодовой расход воды, измеренный близ кишлака Дукант составляет 3,58 м³/с, объём стока за год — 113 млн м³, средний модуль стока — 17,8 л/с⋅км², слой стока — 562 см/год, коэффициент изменчивости стока (за 29-летний период наблюдений в 1971—1999 годах) составил 0,379. Река полноводна с марта по июнь, на долю которых приходится 70—80 % годового стока. Весной в русле реки обычны селевые явления, когда расход воды достигает 56 м³/с. Во второй половине лета и осенью расход воды снижается до 0,30 м³/с. Средняя мутность воды составляет 120 мг/л. В зимний период Дукентсай часто замерзает.

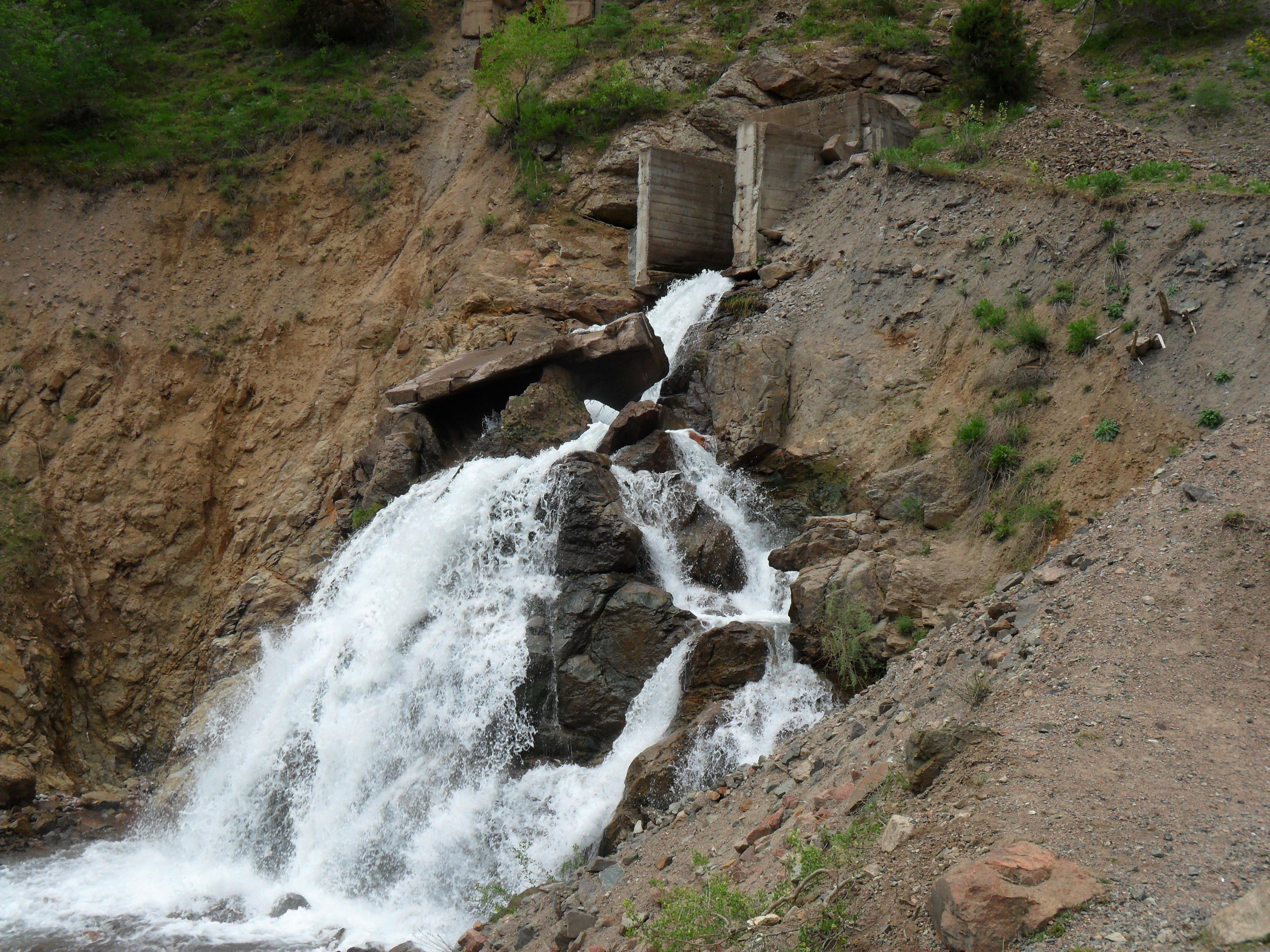
Алатаньга выходит из искусственного тоннеля

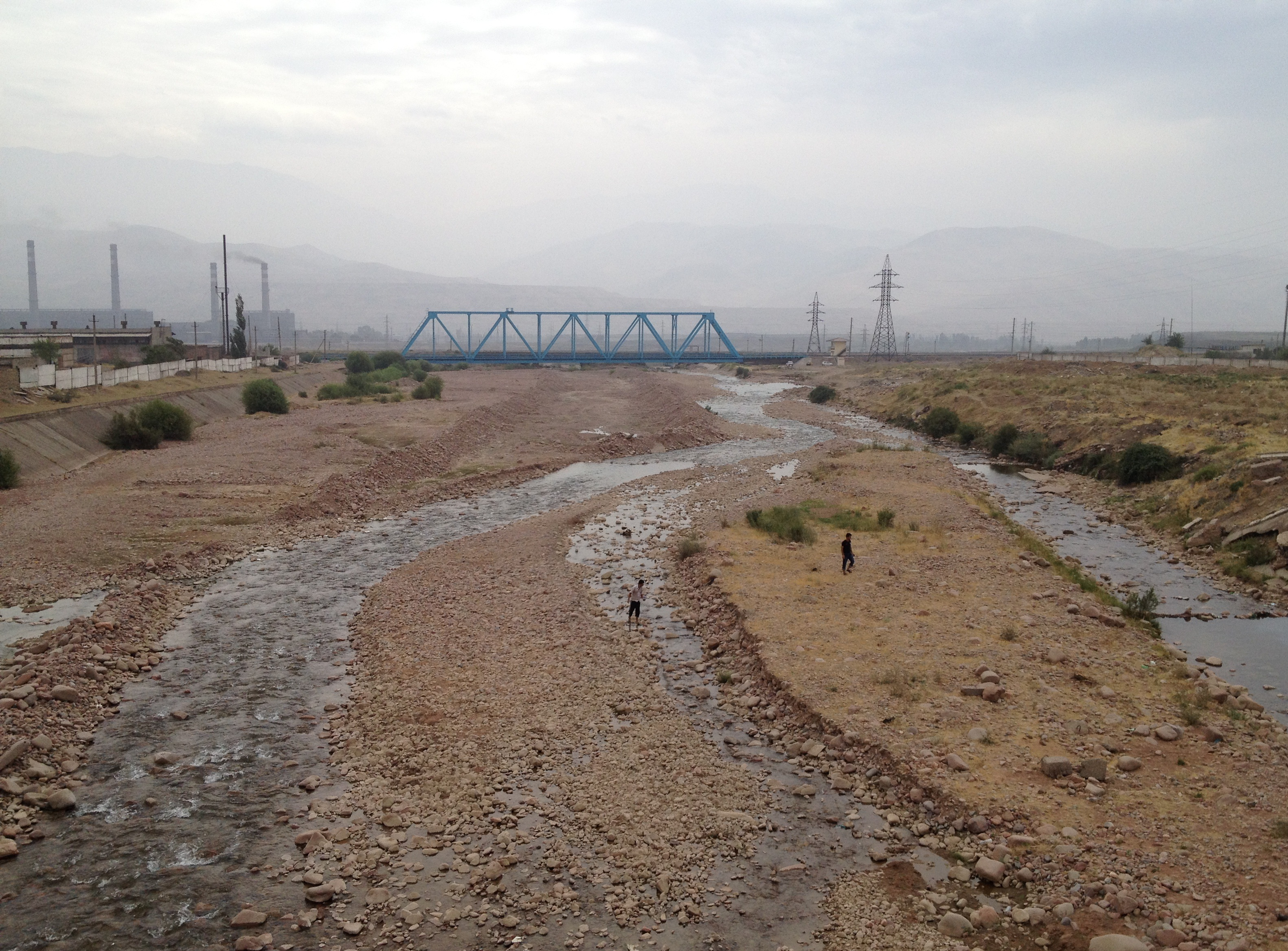
Распадающийся на рукава Дукентсай в городе Ангрен. На заднем плане — железнодорожный мост

## Течение реки
Дукентсай (Алатаньга) образуется на южном склоне Чаткальского хребта, к юго-западу от перевала Музбель, собирая воды более 60 истоков. В верховьях течёт на юго-запад, после впадения крупного притока Музбель приобретает общее южное направление течения, которое сохраняет до устья, лишь огибая высоту 2221,0.
При слиянии с Каттасаем на Дукентсае стоит город Янгиабад. У города Янгиабад ширина затопляемой поймы составляет 20-25 метров. В низовьях проходит по восточной окраине города Ангрен (районы Янгиабад-2 (Дукент), Апартак), приобретая здесь некоторый уклон к востоку и местами распадаясь на отдельные рукава. Пересекает железнодорожную линию Ташкент — Ангрен недалеко от конечной станции и впадает справа в канализированный Ахангаран (практически одновременно с левым притоком Нишбаш) на высоте около 880 м. Дукентсай и Карабау являются последними притоками Ахангарана, чьи воды непосредственно доходят до него на протяжении всего года, нижележащие притоки в настоящее время полностью разбираются в конусах выноса, либо имеют пересыхающий участок в низовьях.

## Притоки Дукентсая
Самым крупным левым притоком Дукентсая является Каттасай (слева), протяжённым притоком, впадающим слева, является также Чилтен. В верховьях в Алатаньгу впадает справа приток Музбель.

## Экологическое состояние
В 2002 году в конусе выноса Дукентсая построена Ангренская нефтебаза. Отмечено постоянное загрязнение грунтовых вод нефтепродуктами, от газообразных до тяжёлых фракций.

## Археологические памятники и находки
На правом берегу Дукентсая, в кишлаке Дукент (на территории Ангрена), располагалось одноимённое городище, которое отождествляется со средневековым Дахкетом. Являясь скромным городком в горах, Дахкет, вместе с тем, обживался практически непрерывно с X по XIX век, не исключая даже период после монгольского завоевания Средней Азии. Причиной, вероятно, являлось выгодное расположение в долине горной реки, неудобной для нападения и богатой полезными ископаемыми. Разработка медных и полиметаллических рудников в верховьях Дукентсая имеет многовековую историю.
Уникальная находка была сделана в древней выработке: берестяные грамоты конца XV — начала XVI века. Письмена представляют собой вертикальную скоропись; выполнены тушью, наносимой острой палочкой. Создание грамот приписывается тайной буддистской секте среди монголов.
В регионе трижды находили клады из монет. В 1952 году на правом берегу сая, в 15 километрах от Ангрена, было обнаружено 1499 серебряных монет, отчеканенных на 15 монетных дворах с 1273 по 1311 год; в 1961 году в Дукенте — более 70 серебряных и медных монет 1533—1549 годов, в 1965 году— собранный местными жителями клад из 329 серебряных монет XIV—XV века.